# Doroga k materi
Doroga k materi é um filme de drama cazaque de 2016 dirigido e escrito por Akan Satayev e Timur Zhaksylykov. Foi selecionado como representante de seu país ao Oscar de melhor filme estrangeiro em 2018.

## Elenco
- Bolat Abdilmanov
- Berik Aitzhanov
- Adil Akhmetov
- Aruzhan Jazilbekova
- Altynai Nogherbek